# Бич (лист 1889)
Бич: лист за шалу и сатиру је хумористичко-сатирични лист са илустрацијама који је излазио у Београду од 1. априла 1889. до 23. октобра 1890.

## Историјат
Бич: лист за шалу и сатиру излазио је у Београду од 1. априла 1889. године до 23. октобра 1890. године. Изашло је укупно 42 броја. Власник је био Сима Лукин Лазић. Штампан је у штампарији Народне радикалне странке. Карактеристично је за лист да је био са сликама. Лукин је објављивао цртане карикатуре. Ангажовао је Драгутина Дамјановића, једног од српских познатих цртача. Лист је био радикалски настројен и  ударао је највише по страним непријатељима, али и домаћим и то највише из Напредне и Либералне странке. 
Поднаслов се мењао од броја 15 1889. године у Лист за шалу и збиљу.

### Политичка оријентисаност листа
Лукин Лазић је дословно спроводио програм Народне радикалне странке. Највише је нападао новинара Перу Тодоровића, пријатеља династије Обреновић. Због оштрог и сатиричног тона често је био лист цензурисан. За прекид излажења биле су, сем цензуре, и у питању финансије. После обуставе излажења Бича, Лукин Лазић се сели у Загреб где покреће нови сатирични лист Врач погађач 1896. године.

### Периодичност излажења
Излазио је недељно.

### Тематика
У Бичу су се појављивали политички чланци везани и за спољну и унутрашњу политику. Такође је било чланака везаних за црквену политику. Бавио се питањима аустроугарске политике и положајем Срба у унутрашњој политици суседне државе.
- Досетке
- Шале
- Оштри сатирични чланци

#### Рубрике
- Дугоња и Пупоња
- С брда с дола
- Капљице
- Поруке и отпоруке

- Бич, Дугоња и Пупоња, број 4, 21. јануар 1890.
- Бич, Рубрика Капљице, С брда с дола, број 5, 28. januar 1890.
- Бич, Поруке и отпоруке, карикатура Ко потпирује раздор, број 9, 25. фебруар 1890.

#### Карикатуре
Карикатура је била део визуелне културе и учествовала је у пропагирању и ширењу националних идеја у 19. и 20. веку. На насловној страни листа се скоро увек јављала. Изостала је свега неколико пута. Водовдански број из 1889. је био специфичан по томе што је имао црне маргине као својеврстан помен у част страдалих косовских јунака. Текст у склопу карикатуре је био нераздвојан јер илустрација без текста да га појасни није била сасвим доречена. Такође је и тексту била потребна илустрација за комбиновање значења.
Аустроугарска монархија је у Бичу представњена као фигура жене и носи пејоративна имена Тета или Баба. Особа је представљана као зла, лукава, превртљива, покварена, насилна. Увек је супериорна и својим телом и положајем на цртежу то недвосмислено показује у односу на представника српског народа. 
Лик српског представника је идеализован у виду плећатог мушкарца, маркантне спољашњости са наглашеним националним идентитетом. Приказан је у шумадијској народној ношњи, кожним опанцима, правилних црта лица, дугим брковима и на глави са фесом.

### Сарадници
- Бранислав Нушић
- Војислав Илић
- Илија Вукићевић
- Милан Петко Павловић
- Никола Симић
- Милорад Митровић

## Уредници
- Драгољуб Миросављевић за број 1 и 2 1889.
- Давид Батић од броја 3 1889 заступник одговорног уредника
- Јован Тодић од броја 10 1889. године

## Галерија
- Бич, број 1, 1. април 1889.
- Бич, Видовдански број 13, 25. јун 1889.
- Бич, број 2, 7. јануар 1890.
- Бич, број 7, 11. фебруар 1890.
- Бич, број 9, 25. фебруар 1890.
- Бич, последњи број, број 42, 23. октобар 1890.